# Sebbersund
Sebbersund is een plaats in de Deense regio Noord-Jutland, gemeente Aalborg, en telt 352 inwoners (2007). Het dorp ligt aan de voormalige spoorlijn tussen Svenstrup en Hvalpsund. Het stationsgebouw is bewaard gebleven.